# Weitensfeld (Gemeinde Weitensfeld im Gurktal)
Weitensfeld ist eine Ortschaft und Hauptort der Marktgemeinde Weitensfeld im Gurktal im Bezirk St. Veit an der Glan in Kärnten. Die Ortschaft hat 537 Einwohner (Stand 1. Jänner 2024).

## Lage
Weitensfeld liegt im Westen des Bezirks St. Veit an der Glan, im Gurktal.

## Geschichte

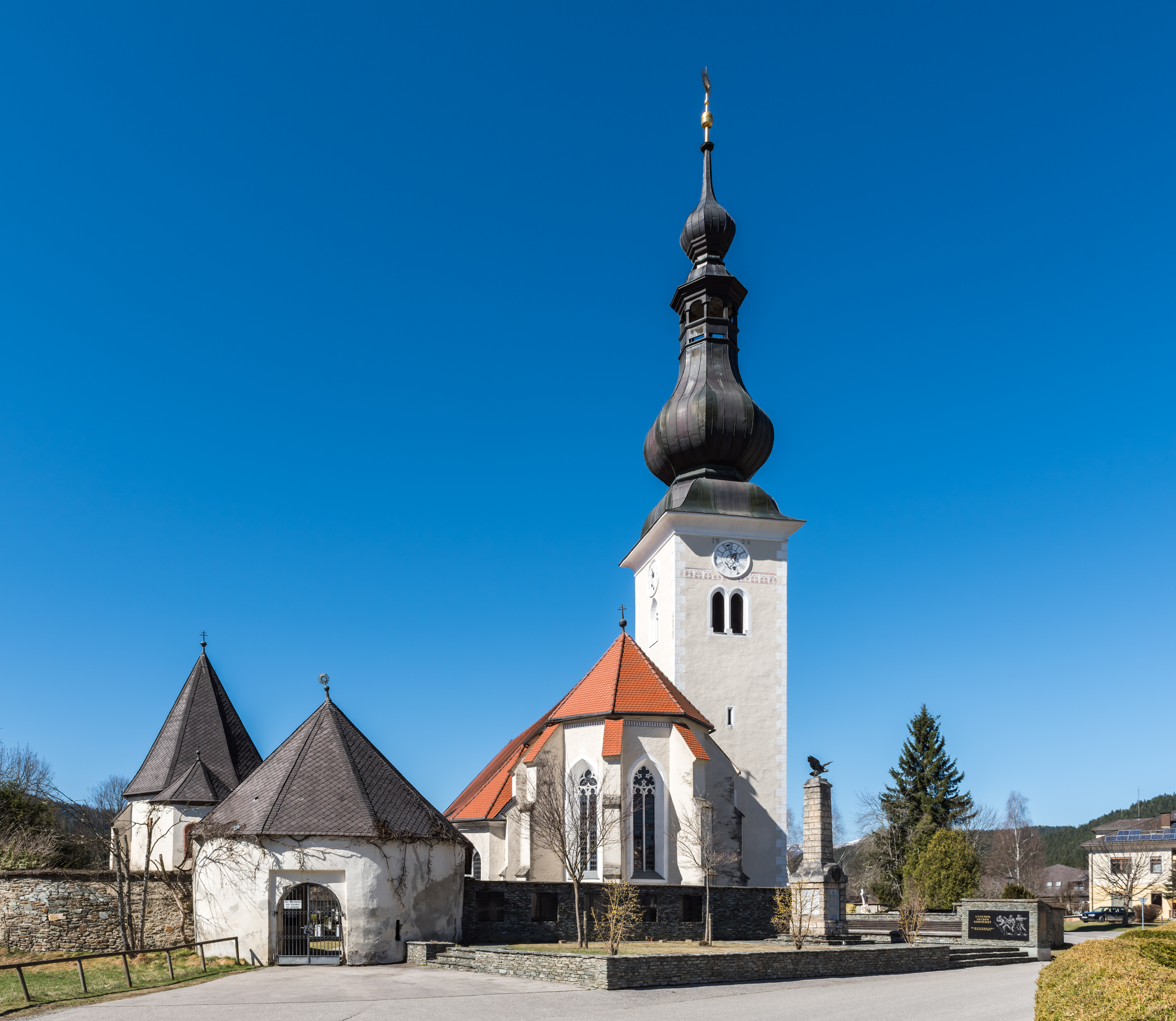
Pfarrkirche, Wehrkirchhof und Karner Weitensfeld

Der Ort wurde als Marktort vom Gurker Domkapitel Anfang des 13. Jahrhunderts angelegt, das den Markt vom früher Weitensfeld genannten Altenmarkt etwas flussabwärts an den Standort des heutigen Weitensfeld verlegte.
Eine Kirche besteht hier zumindest seit 1285, war aber bis 1752 Filiale von Altenmarkt. 1403 wurde eine Kaplanei in Weitensfeld gegründet. Im 18. Jahrhundert gab es hier eine Pfarrschule mit großem Einzugsbereich.
Um die Kirche gab es zumindest ab dem 15. Jahrhundert eine Befestigungsanlage mit Wehrmauer, Wehrturm, Wassergraben und Zugbrücke, von der nur mehr kleine Teile erhalten sind.
Viele der Häuser am straßenartigen Marktplatz stammen im Kern aus dem 15. oder 16. Jahrhundert.

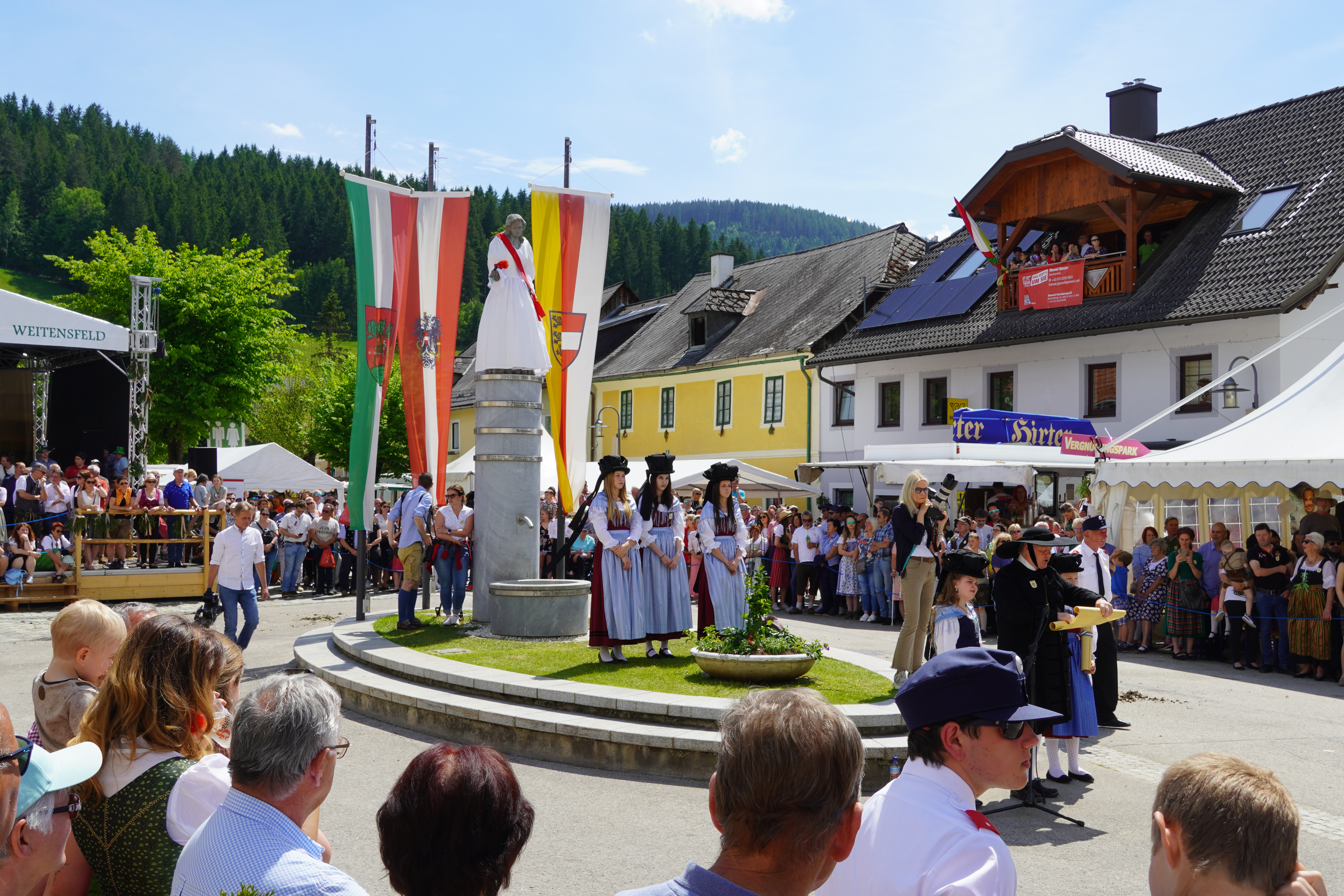
Kranzelreiten

Zur Erinnerung an die Pest im 16. Jahrhundert findet heute noch jährlich das Kranzelreiten statt.
1690 brannte ein Großteil des Markts ab. In der ersten Hälfte des 19. Jahrhunderts gehörte der Ort zum Steuerbezirk Gurk.
Bei Gründung der Ortsgemeinden Mitte des 19. Jahrhunderts wurde Weitensfeld Hauptort der Gemeinde Weitensfeld. Durch die Kärntner Gemeindestrukturreform von 1973 wurde Weitensfeld Hauptort der damals neu errichteten Gemeinde Weitensfeld-Flattnitz, seit deren Auflösung 1991 ist es wieder Hauptort der Gemeinde Weitensfeld im Gurktal.

## Bevölkerungsentwicklung
Für die Ortschaft ermittelte man folgende Einwohnerzahlen:
- 1869: 63 Häuser, 380 Einwohner[5]
- 1880: 63 Häuser, 346 Einwohner[6]
- 1890: 63 Häuser, 363 Einwohner[7]
- 1900: 66 Häuser, 534 Einwohner[8]
- 1910: 71 Häuser, 551 Einwohner[9]
- 1923: 75 Häuser, 515 Einwohner[10]
- 1934: 538 Einwohner[11]
- 1961: 127 Häuser, 758 Einwohner[12]
- 2001: 220 Gebäude (davon 182 mit Hauptwohnsitz) mit 292 Wohnungen; 651 Einwohner und 57 Nebenwohnsitzfälle; 259 Haushalte; 46 Arbeitsstätten, 29 land- und forstwirtschaftliche Betriebe[13]
- 2011: 228 Gebäude, 576 Einwohner, 257 Haushalte, 56 Arbeitsstätten[14]
- 2021: 240 Gebäude, 562 Einwohner, 249 Haushalte, 67 Arbeitsstätten[15]